# Tiffany Porterová
Tiffany Porterová (nepřechýleně Tiffany Adaeze Porter) (* 13. listopadu 1987 Ypsilanti (Michigan), USA) je britská atletka, sprinterka, jejíž specializací byly krátké překážkové běhy.

## Sportovní kariéra
Narodila se v USA, ale má dvojí občanství – americké a britské. Do roku 2010 reprezentovala USA, poté Velkou Británii. V roce 2011 se stala halovou vicemistryní Evropy v běhu na 60 metrů překážek, o rok později získala stříbrnou medaili v této disciplíně na halovém světovém šampionátu. V roce 2013 vybojovala bronzovou medaili v běhu na 100 metrů překážek na mistrovství světa v Moskvě. V následující sezóně nejprve skončila třetí v běhu na 60 metrů překážek na mistrovství světa v hale v Sopotech a v srpnu se stala v Curychu mistryní Evropy v běhu na 100 metrů překážek.

### Osobní rekordy
- běh 60 metrů překážky: 7,80
- běh 100 metrů překážky: 12,51